# Унтердітфурт
Унтердітфурт (нім. Unterdietfurt) — громада в Німеччині, розташована в землі Баварія. Підпорядковується адміністративному округу Нижня Баварія. Входить до складу району Ротталь-Інн.
Площа — 27,49 км2. Населення становить 2083 ос. (станом на 31 грудня 2020).